# Indische bosuil
De Indische bosuil (Strix ocellata) is een lid van de familie van de 'echte' uilen (Strigidae).

## Verspreiding en leefgebied
Deze soort komt voor in India en telt drie ondersoorten:
- S. o. grisescens: noordwestelijk en het noordelijke deel van Centraal-India.
- S. o. grandis: westelijk India.
- S. o. ocellata: centraal en zuidelijk India.

## Status
De grootte van de populatie is niet gekwantificeerd maar de soort wordt omschreven als schaars. Op de Rode lijst van de IUCN heeft deze soort de status niet bedreigd.